# Kristine Kristiansen
Kristine Kristiansen (Oslo, 19 novembre 1975) è un'ex sciatrice alpina norvegese.

## Biografia
Originaria di Oslo, la Kristiansen debuttò in campo internazionale ai Mondiali juniores di Monte Campione/Colere 1993; esordì in Coppa del Mondo il 9 dicembre 1994 a Lake Louise in discesa libera (50ª) e nella stagione 1994-1995 in Coppa Europa vinse la classifica di discesa libera. Nel 1998 conquistò l'ultima vittoria in Coppa Europa, il 7 gennaio a Tignes in discesa libera, ottenne il miglior piazzamento in Coppa del Mondo, il 23 gennaio a Cortina d'Ampezzo in supergigante (9ª), e partecipò ai XVIII Giochi olimpici invernali di Nagano 1998, sua unica presenza olimpica, dove si classificò 17ª nel supergigante, 22ª nello slalom gigante e non completò la discesa libera e la combinata.
L'anno dopo ai Mondiali di Vail/Beaver Creek 1999, sua unica presenza iridata, si piazzò 20ª nella discesa libera e 23ª nello slalom gigante; conquistò l'ultimo podio in Coppa Europa il 31 gennaio 2001 a Pra Loup in discesa libera (3ª) e prese per l'ultima volta il via in Coppa del Mondo il 25 febbraio successivo a Lenzerheide in supergigante (46ª). Si ritirò all'inizio della stagione 2001-2002: la sua ultima gara fu uno slalom gigante FIS disputato l'11 dicembre a Geilo.

## Palmarès

### Coppa del Mondo
- Miglior piazzamento in classifica generale: 59ª nel 1999

### Coppa Europa
- Miglior piazzamento in classifica generale: 2ª nel 1995
- Vincitrice della classifica di discesa libera nel 1995
- 9 podi (dati dalla stagione 1994-1995):
  - 4 vittorie
  - 3 secondi posti
  - 2 terzi posti

#### Coppa Europa - vittorie
| Data             | Località              | Paese   | Specialità |
| ---------------- | --------------------- | ------- | ---------- |
| 8 febbraio 1995  | Pra Loup              | Francia | DH         |
| 18 dicembre 1997 | Altenmarkt-Zauchensee | Austria | DH         |
| 5 gennaio 1998   | Tignes                | Francia | DH         |
| 7 gennaio 1998   | Tignes                | Francia | DH         |

Legenda:

DH = discesa libera

### Campionati norvegesi
- 5 medaglie (dati dalla stagione 1994-1995):
  - 3 argenti (discesa libera, supergigante, combinata[senza fonte] nel 1999)
  - 2 bronzi (combinata[senza fonte] nel 1996; discesa libera nel 1997)